# Idiocera dampfiana
Idiocera dampfiana är en tvåvingeart som först beskrevs av Alexander 1938.  Idiocera dampfiana ingår i släktet Idiocera och familjen småharkrankar. Inga underarter finns listade i Catalogue of Life.